# Bronte
Bronte (Bronti in siciliano) è un comune italiano di 18 108 abitanti della città metropolitana di Catania in Sicilia.
Si estende alle pendici occidentali dell'Etna. È un comune del parco dell'Etna e del parco dei Nebrodi conosciuto per la varietà del pistacchio verde di Bronte.

## Geografia fisica

### Clima
La pluviometria annua di Bronte, sulla base dei dati rilevati dalla stazione meteorologica di riferimento dell'Osservatorio delle Acque a partire dal 1919, ammonta a 631 mm. La stagione più piovosa è quella invernale con 235 mm, seguita dall'autunno con 197 mm, dalla primavera con 145 mm e dall'estate con 54 mm. 
La temperatura media annuale si attesta intorno ai 14 °C. La temperatura media del trimestre invernale, caratterizzato da frequenti precipitazioni che in alcuni episodi possono talvolta assumere carattere nevoso, è compresa tra 6 e 8 °C. Nella notte del 31 dicembre 2014, durante una delle più importanti irruzioni d'aria fredda degli ultimi 30 anni, la stazione meteorologica del centro storico ha registrato una temperatura minima di -4 °C .
L'estate è caratterizzata dal caldo torrido e da una drastica diminuzione delle precipitazioni, perlopiù relegate a brevi temporali pomeridiani. Temperature massime mediamente comprese tra 28 e 30 °C, minime tra 17 e 19 °C. In presenza dell'anticiclone subtropicale africano possono registrarsi picchi termici prossimi ai 35 °C, associati a tassi di umidità relativa anche inferiori al 20%. Una temperatura massima di 39,6 °C è stata registrata il 24 luglio 2009.

## Storia
Durante il Medioevo sul territorio dell'odierno comune si trovavano ventiquattro piccoli agglomerati appartenenti al monastero di Maniace in Sicilia.
A partire dal 1468 al 1491 un nutrito numero di cittadini albanesi esuli dall'Albania si insediò a Bronte, in fuga dalle guerre e persecuzioni delle armate turco-musulmane. La fondazione vera e propria del centro urbano di Bronte può essere di poco successiva o dello stesso periodo di Biancavilla, anch'essa opera di albanesi, in quanto smarriti i "Capitoli di Fondazione" non ne conosciamo l'esatta data. In questi "Capitoli" o leggi da osservare si riscontra una certa benevolenza, da parte dei feudatari e/o ecclesiastici. Gli albanesi, infatti, godevano di una certa libertà: potevano spostarsi da un sito all'altro, vendere i propri averi, avere propri ufficiali e sacerdoti di diverso rito, mantenere la propria religione, costumi e lingua, non essere oggetto di angherie. Degli usi e costumi o della religione albanese ben poco è rimasto; solo qualche cognome è indicativo della provenienza albanese (Scafiti, Schiros, Schilirò, Triscali, Zappia ad esempio) e molte tipiche parole di sicura origine albanese.
Per decreto dell'imperatore Carlo V d'Asburgo fu creata l'universitas di Bronte nel 1520.
Bronte fu parzialmente danneggiata dall'eruzione dell'Etna del 1651, mentre le colate laviche delle eruzioni del 1832 e 1843 si avvicinarono ai territori di Bronte senza però raggiungere l'abitato. L'eruzione del 1843 è conosciuta soprattutto per l'esplosione della colata di lava che avvenne in seguito alla copertura di una falda d'acqua colpendo una settantina di persone delle quali diverse decine morirono orribilmente dilaniate dal fuoco. Si trattò dell'incidente più grave conosciuto nella storia delle eruzioni dell'Etna direttamente associabile con l'attività del vulcano.
L'ammiraglio britannico Horatio Nelson fu insignito del titolo di duca di Bronte nel 1799 da Ferdinando I delle Due Sicilie con una donazione significativa di terreni, fra cui il Castello e la chiesa di Santa Maria nei pressi di Maniace. 
Il cognome delle sorelle Brontë sembra provenire dal nome del comune siciliano. Il padre infatti, Patrick Prunty, avrebbe deciso di cambiare, a un certo punto della sua vita, il proprio cognome in Brontë, in onore di Horatio Nelson di cui ebbe grande ammirazione e che appunto venne insignito del titolo di duca di Bronte. Si noti che le dieresi sulla e hanno come unico scopo quello di non anglicizzare la pronuncia in Bronti. William Sharp, scrittore e poeta scozzese, venne sepolto nel cimitero privato del Castello di Nelson dove il poeta soggiornò negli ultimi anni di vita data la profonda amicizia con il V duca.
Durante il Risorgimento, il comune fu teatro di una rivolta di stampo radicale, noto come i fatti di Bronte.
L'8 agosto del 1860, alcuni contadini brontesi, ispirati e sobillati da radicali locali, uccisero sedici proprietari terrieri, dispegiativamente indicati come "cappelli". Per "cappelli" (in siciliano cappeddi o cappieddi) si intendevano i proprietari terrieri o, comunque, gli appartenenti ai ceti alti, avvezzi ad usare il cappello, mentre contadini ed operai generalmente usavano berretti  (la cd. coppula o birritta). Il massacro, che se lasciato impunito avrebbe innescato una vera e propria guerra civile,  fu fermato da Nino Bixio; dopo un successivo sommario processo furono fucilati cinque presunti colpevoli. I fatti di Bronte sono ricordati nella novella Libertà di Giovanni Verga (in Novelle rusticane, 1883); sono altresì riportati da Carlo Levi che, nel libro Le parole sono pietre, descrive la città di Bronte nel dopoguerra e lo stato dei suoi abitanti più poveri.
Ai fatti di Bronte è anche dedicato il film di Florestano Vancini Bronte: cronaca di un massacro che i libri di storia non hanno raccontato. Un episodio analogo accadde ad Alcara Li Fusi.
Il controllo della famiglia Nelson sul comune continuò fino al 1940 dopo la dichiarazione di guerra dell’Italia all’Inghilterra, al grido di Mussolini "Dio stramaledica gli inglesi", gli eredi di Nelson ed il loro amministratore, mr. George Niblet, dovettero scappare costretti a far ritorno in patria. Ma dopo la guerra la famiglia ritornò e ristabilì la propria autorità sul territorio.
La situazione rimase uguale fino agli anni 1960, quando i contadini ottennero la distribuzione di terre. La questione si risolse il 4 settembre 1981: l’ultimo erede dell’Ammiraglio, il Duca Alexander Nelson Hood visconte Bridport, vendette al Comune di Bronte il complesso architettonico e l’annesso parco per un miliardo e settecentocinquantamilioni di lire (di cui 950 per il Castello vero e proprio e per il terreno, 237 per gli altri immobili, 570 per i mobili, i cimeli, i quadri ed ogni altra cosa mobile).
La cittadina di Bronte è gemellata, dal 1989, con Drogheda, città irlandese. Come dimostra il seguente link: https://www.bronteinsieme.it/8not/news_cultura.htm#Giu10

## Monumenti e luoghi d'interesse

### Architetture civili
- Collegio Capizzi, costruito dal 1774 al 1779.
- Fondaco Bolo[13]

### Architetture religiose
- Abbazia di Santa Maria di Maniace (chiamata anche Ducea di Nelson, Castello di Nelson, Ducea di Maniace o Castello Maniaci di Bronte), a circa 13 km dal centro, risalente al 1174.
- Chiesa della Santissima Trinità, 1505.
- Santuario di Maria Santissima Annunziata, 1505.
- Chiesa di Santa Maria della Catena, 1569.
- Chiesa di San Silvestro o della Badia, 1573.
- Chiesa del Sacro Cuore, anteriore 1574.
- Chiesa di Santa Maria delle Grazie extra moenia, anteriore al 1574.
- Chiesa di San Sebastiano, anteriore al 1574.
- Chiesa di San Giovanni Evangelista (e Santa Rosalia), anteriore al 1574.
- Chiesa di Maria Santissima del Soccorso, anteriore al 1574.
- Chiesa di Santa Caterina, 1610.
- chiesa di Sant'Antonio di Padova, XVII secolo prima metà.
- Chiesa della Madonna del Riparo, 1654, demolita negli anni '50 del '900 e ricostruita lì vicino, su di un costone lavico, nel 1975.
- Chiesa di San Nicola
- Chiesa di San Vito e convento dell'Ordine dei Frati Minori, 1589.
- Chiesa di Sant'Agata, 1998.
- Chiesa di Santa Maria del Rosario e convento dell'Ordine dei frati predicatori di San Domenico di Guzmán, anteriore al 1574.
- Chiesa e convento dell'Ordine dei frati minori cappuccini, 1632. 34º convento dell'Ordine in Sicilia.
- Chiesa di San Blandano, 1820. Ricostruzione del 1582 con attiguo monastero basiliano dipendente dell'abbazia di Santa Maria di Maniace.

### Siti archeologici
- Monumento megalitico di Balze Soprane[14][15]

### Luoghi naturalistici
- Cascata delle Balze Sottane
- Bosco di Centorbi, querceto sul versante occidentale dell'Etna.
- Forre Laviche del Simeto, forre in roccia basaltica scavate dal fiume Simeto.

### Museo ferroviario
Spazio Espositivo Rotabili Storici, ex deposito locomotive di Bronte, il quale, dal 2016 è stato convertito in piccolo museo ferroviario, dentro il quale sono esposti alcuni rotabili storici.

## Società

### Evoluzione demografica
Abitanti censiti

## Infrastrutture e trasporti

### Ferrovie

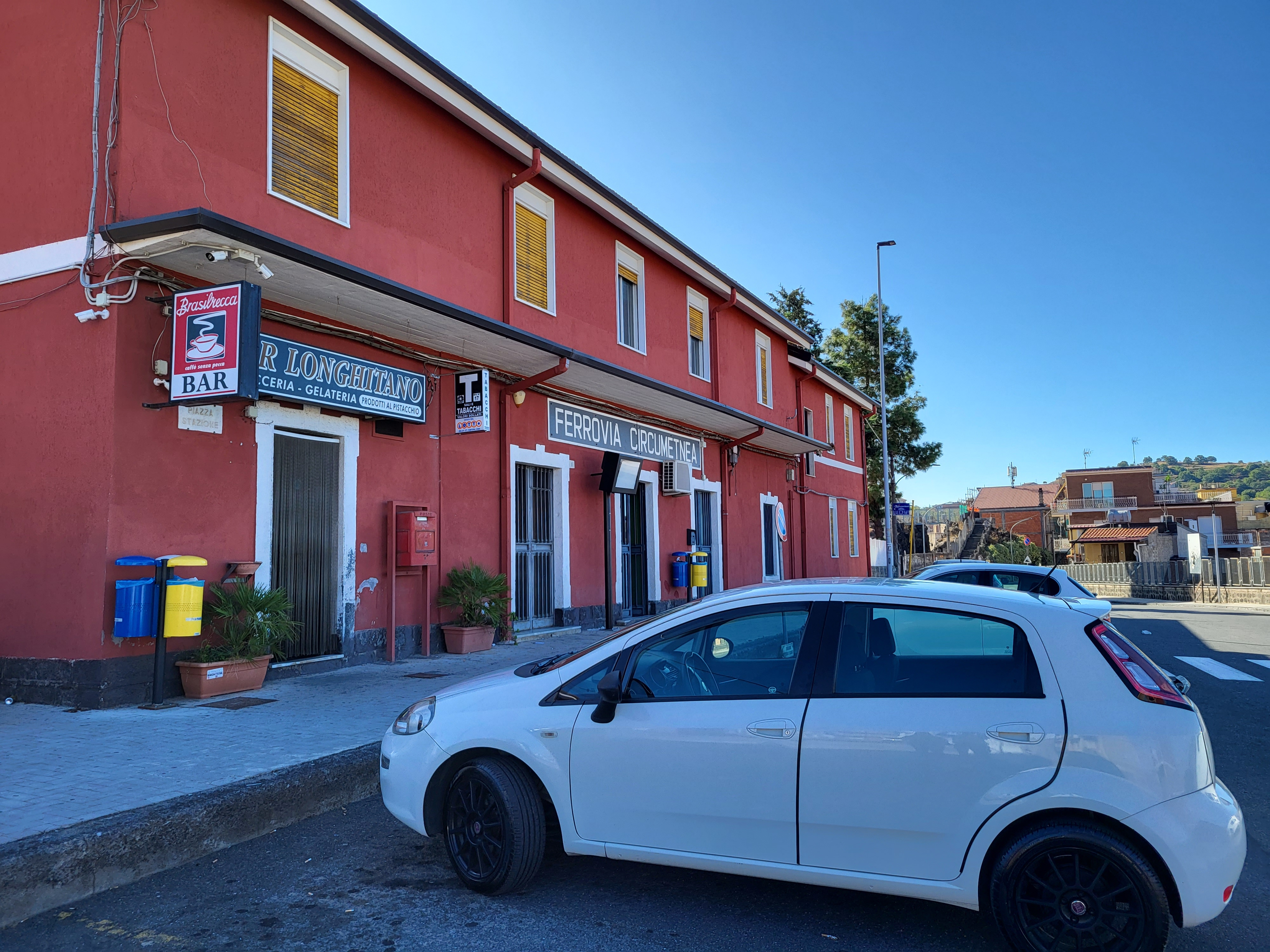
La stazione di Bronte della Ferrovia Circumetnea, vista dal lato stradale.

L'automotrice ADe 14 (serie ADe 11-20), erroneamente chiamata a litturina, alla stazione di Bronte.

Il territorio comunale è attraversato dalla Ferrovia Circumetnea, ed è servito dalla stazione di Bronte, posta sul versante orientale rispetto all'abitato, nonché in Piazza Stazione; e da una fermata supplementare, chiamata Fermata Casello 54, posta a sud del Paese, nonché nei pressi di Viale Sardegna, la quale serve i quartieri meridionali.
Oltre alla ferrovia, il Paese di Bronte è servito anche dai bus, sempre della Ferrovia Circumetnea.

## Economia

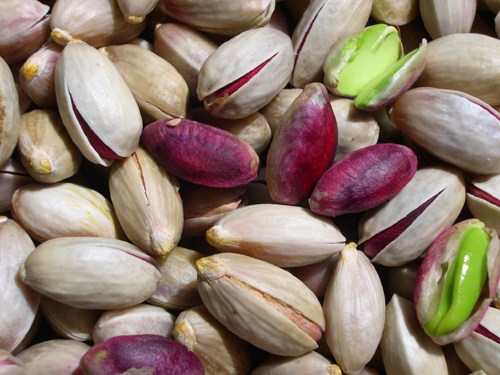
Pistacchio di Bronte appena raccolto.

Gli abitanti di Bronte trovano occupazione prevalentemente nell'agricoltura, nelle aziende dolciarie di trasformazione di pistacchio e frutta secca e ormai marginalmente negli ultimi anni nell'industria tessile. Per i tipi territoriali naturali, ha una variegata produzione agricola. Ulivi, aranci, siepi di fichi d'India, mandorli, castagni, noccioli, viti, peri e pistacchi convivono su un suolo contraddistinto da terre vulcaniche e argillose, coltivate e tramandate da secoli da padre in figlio. A Bronte è legata la coltivazione e lavorazione di una varietà di pistacchio che ha ottenuto il marchio D.O.P. Con questi pistacchi si preparano numerosi piatti: il Pesto di pistacchi, la crema di pistacchi, le paste di pistacchio (variante delle paste di mandorla), i croccanti al pistacchio, il torrone al pistacchio, ma anche arancini, panettoni e colombe pasquali.

## Amministrazione
Di seguito è presentata una tabella relativa alle amministrazioni che si sono succedute in questo comune.
| Periodo          | Periodo          | Primo cittadino       | Partito              | Carica                | Note   |
| ---------------- | ---------------- | --------------------- | -------------------- | --------------------- | ------ |
| 1º luglio 1989   | 19 dicembre 1991 | Francesco Spitaleri   | Democrazia Cristiana | Sindaco               | [ 21 ] |
| 23 dicembre 1991 | 5 ottobre 1992   | Salvatore Anastasi    | Democrazia Cristiana | Sindaco               | [ 21 ] |
| 21 novembre 1992 | 6 dicembre 1993  | Girolamo Di Benedetto |                      | Commissario regionale | [ 21 ] |
| 6 dicembre 1993  | 15 dicembre 1997 | Mario Zappia          | Lista civica         | Sindaco               | [ 21 ] |
| 15 dicembre 1997 | 11 giugno 2002   | Mario Zappia          | centro-sinistra      | Sindaco               | [ 21 ] |
| 11 giugno 2002   | 2 dicembre 2004  | Salvatore Leanza      | centro-sinistra      | Sindaco               | [ 21 ] |
| 17 maggio 2005   | 15 giugno 2015   | Giuseppe Firrarello   | centro-destra        | Sindaco               | [ 21 ] |
| 15 giugno 2015   | 11 ottobre 2020  | Graziano Calanna      | centro-sinistra      | Sindaco               | [ 21 ] |
| 11 ottobre 2020  | in carica        | Giuseppe Firrarello   | centro-destra        | Sindaco               | [ 21 ] |